# 4423 Golden
4423 Golden è un asteroide della fascia principale. Scoperto nel 1949, presenta un'orbita caratterizzata da un semiasse maggiore pari a 3,3859210 UA e da un'eccentricità di 0,0926108, inclinata di 19,30559° rispetto all'eclittica.